# Geronimo's Cadillac
Geronimo's Cadillac é um single do duo alemão Modern Talking, lançado em 1986 no seu quarto álbum de estúdio In the Middle of Nowhere. Este single foi o primeiro do duo a não chegar ao topo do ranking musical alemão. "Geronimo's Cadillac" foi lançado na Alemanha e em outros territórios europeus em 6 de outubro de 1986. O single atingiu a terceira posição no ranking alemão em 3 de novembro de 1986, quase um mês após o seu lançamento; esteve por cinco semanas entre as 10 canções mais executadas na Alemanha, e por treze semanas entre as 100 mais executadas. "Geronimo's Cadillac" esteve também entre as cinco canções mais executadas na Áustria, e entre as 10 mais executadas na Suíça, Suécia e Noruega.

## Faixas
7" Single Hansa 108620 1986
| Número | Título                               | Duração |
| ------ | ------------------------------------ | ------- |
| 1.     | "Geronimo's Cadillac"                | 3:12    |
| 2.     | "Geronimo's Cadillac" (instrumental) | 3:12    |

12" Maxi Hansa 608 620 1986
| Número | Título                                     | Duração |
| ------ | ------------------------------------------ | ------- |
| 1.     | "Geronimo's Cadillac" (Long Vocal Version) | 5:02    |
| 2.     | "Keep Love Alive" (Dieter Bohlen)          | 3:25    |
| 3.     | "Geronimo's Cadillac" (instrumental)       | 3:12    |

## Desempenho
| Classificação (1986)              | Melhor posição |
| --------------------------------- | -------------- |
| Áustria (Ö3 Austria Top 75)       | 3              |
| Bélgica (Ultratop 50 de Flandres) | 4              |
| França (SNEP)                     | 43             |
| Alemanha (Media Control Charts)   | 3              |
| Itália (Musica e dischi)          | 27             |
| Países Baixos (Dutch Top 40)      | 36             |
| Noruega (VG-lista)                | 7              |
| África do Sul (Springbok Radio)   | 4              |
| Espanha (AFYVE)                   | 1              |
| Suécia (Sverigetopplistan)        | 6              |
| Suíça (Schweizer Hitparade)       | 6              |